# Província Litoral
La província Litoral és la més poblada de les 7 províncies de Guinea Equatorial. S'estén per tot el litoral Atlàntic de la regió continental, d'on pren el seu nom.
Situada en la part oest (O) de Mbini (part continental del país), limita al nord amb la província camerunesa del Sud, a l'oest amb el golf de Guinea, a l'est amb la província de Centre Sud, i al sud amb la província gabonesa d'Estuaire. La seva capital és la ciutat de Bata.

## Geografia
Es localitza geogràficament entre els 1º30' N i els 9º50' E.

## Demografia
La població el 2013 era de 400,415 habitants, segons la Direcció general d'Estadístiques de Guinea Equatorial.

## Municipis i districtes
La Província està constituïda dels següents municipis i districtes.
- Municipis 
  - Bata
  - Mbini
  - Cogo
  - Machinda
  - Bitika
  - Corisco, (Municipi insular en la Badia de Corisco)
  - Río Campo,

### Districtes
- Districte de Bata (amb 84 Consells de Poblats)
- Districte de Mbini (amb 36 Consells de Poblats)
- Districte de Cogo (amb 43 Consells de Poblats)